# Histoire du caftan au Maroc
 (juin 2023).
Si vous disposez d'ouvrages ou d'articles de référence ou si vous connaissez des sites web de qualité traitant du thème abordé ici, merci de compléter l'article en donnant les références utiles à sa vérifiabilité et en les liant à la section « Notes et références ».

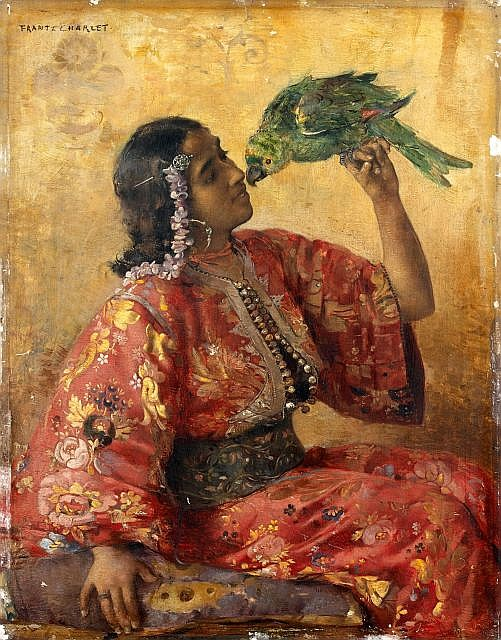
« La marocaine au perroquet », tableau de Frantz Charlet (1862-1928)

Le caftan est une tenue traditionnelle, originaire initialement de Perse, et qui s'est déclinée en plusieurs variantes après son introduction au Maroc. Sous la forme d'une longue tunique, et en général à manches longues, portée avec une ceinture (mdama) qui se déploie sous énormément de styles et de couleurs. Les variantes les plus connues sont celles de Fès et de Tétouan.
C'est la tenue d’apparat des femmes marocaines lors des cérémonies (mariages, baptêmes, fêtes religieuses). Les stylistes ont démocratisé le caftan traditionnel en l’adaptant aux particularités de notre civilisation du XXIe siècle. Le caftan marocain a gagné en popularité après avoir été introduit par de grandes lignes de vêtements, et stylistes, à travers des défilés de mode prestigieux tel que l'Oriental Fashion Show durant les Fashions week partout dans le monde, ainsi que par le travail de promotion de magazines marocains comme Femmes du Maroc.
Selon la presse marocaine, l’ISESCO reconnaît l’art du caftan comme patrimoine immatériel marocain
Le Maroc a officiellement déposé sa candidature, qui a été admise, auprès du jury de l'UNESCO pour reconnaître le caftan marocain comme un patrimoine culturel immatériel marocain  sous le nom "Art, tradition et savoir-faire du caftan marocain". Ainsi, le Maroc a représenté le caftan marocain lors de la semaine africaine au sein de l'UNESCO.
De nos jours le caftan marocain est très apprécié en dehors des frontières du pays.

## Histoire

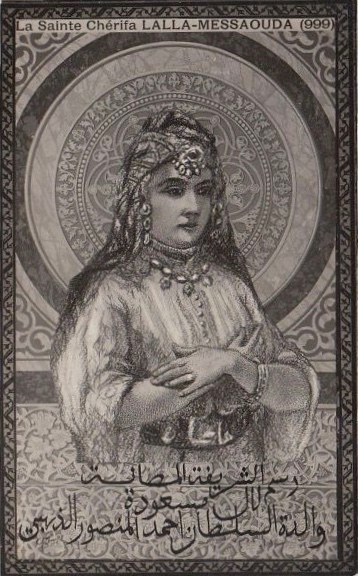
Lalla Messaouda, figure politique de la dynastie Saadienne, qui vécut au XVIe siècle

Le caftan est à la base porté par de hauts fonctionnaires et des lettrés. C'est un héritage de l'Orient, une longue robe de drap, sans col et à manches larges. Bien que le Maroc n'ait jamais été une province ottomane, on retrouve une influence turque dans certains vêtement masculin, dont le caftan, introduit par la corporation des barcassiers de Salé, probablement influencé par les corsaires de Tunis. À l'origine le Maroc connait deux types de caftan : un de Fès en brocart tissé sur un métier à tisser à la tire et celui de Tétouan dont les motifs ont subi une influence turco-persane.
Cependant, selon Naima El Khatib Boujibar, une archéologue et historienne de l'art marocaine, il est plus probable que le caftan soit arrivé au Maroc à travers l'Empire ottoman, en passant par l'Algérie. Cela aurait été grâce au sultan saadien Abd al-Malik, qui avait vécu à Alger et Istanbul. Durant toute sa période de règne au Maroc, Abd al-Malik avait officiellement reconnu la suzeraineté ottomane. Il s'habillait à la mode ottomane, parlait turc, réorganisait son armée et son administration en imitant les pratiques ottomanes, et attribuait des titres turcs ottomans à ses fonctionnaires. La seconde moitié du XVIe siècle fut une période marquée par l'influence ottomane au Maroc, durant laquelle Ahmad al-Mansur, grandement influencé par la culture ottomane, adopta des costumes et des coutumes turques. Il introduisit les modes vestimentaires ottomanes, son armée adopta des costumes et des titres turcs, et les ambassadeurs notèrent même l'utilisation de poteries turques et de tapis turcs dans le palais Badi,,.
Même si ces techniques ont des origines étrangères (soit balkaniques, soit ottomanes, soit européennes) et qu'elles sont introduites dans la mode marocaine qu'à la moitié du XXe siècle, elles sont présentées comme des « traditions millénaires ».
Selon l'l'Encyclopédie de l'Islam, le caftan a été introduit dans les États barbaresques par les Ottomans et répandu par la mode jusqu'au Maroc.

## Différents types et styles de caftans
Traditionnellement, chaque ville du royaume a son propre style de caftan et sa broderie.

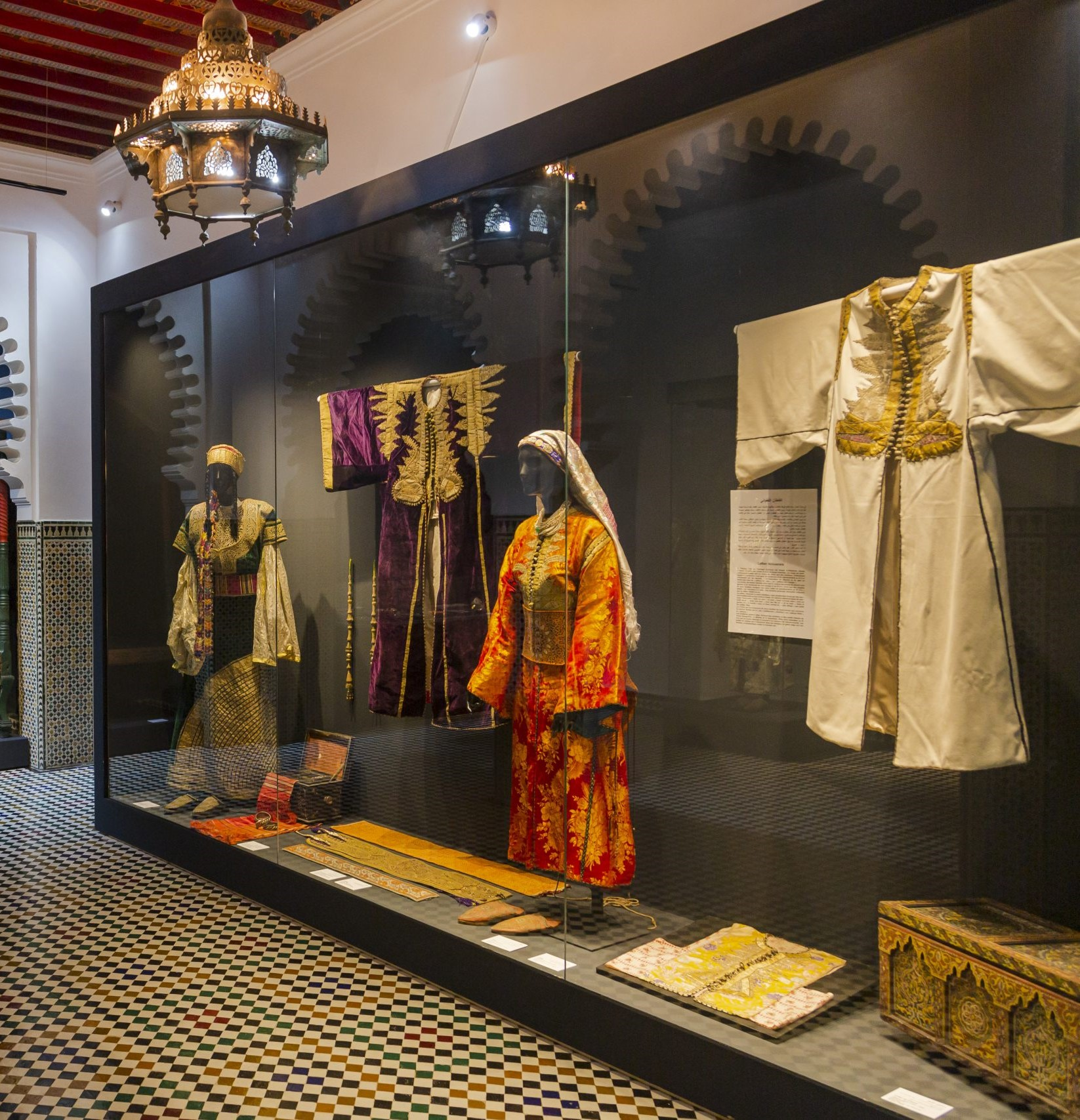
Caftan de Tétouan (XIXe siècle) exposé au Musée Bab El Oqla (Maroc) en représentant l’histoire de la ville et ses spécificités culturelles.

Les coupes variaient aussi entre celle de Fès, long et droit, et celle de Tétouan, court et ample. Mais de nos jours il n'existe plus de frontières entre les différentes " capitales" du caftan au Maroc.
La broderie de de Fès est orné de motifs décoratifs floraux réalisés au fil d'or,. La technique de broderie employée à Fez est le couchage, importée de la ville de Sousse en Tunisie. Les caftans de type caftan el-qadi (caftan du juge), sont originaires de Constantine où ils étaient fabriqués dès le XVIe siècle à l'époque ottomane, et sont également fabriqués à Fez à partir du XXe siècle.

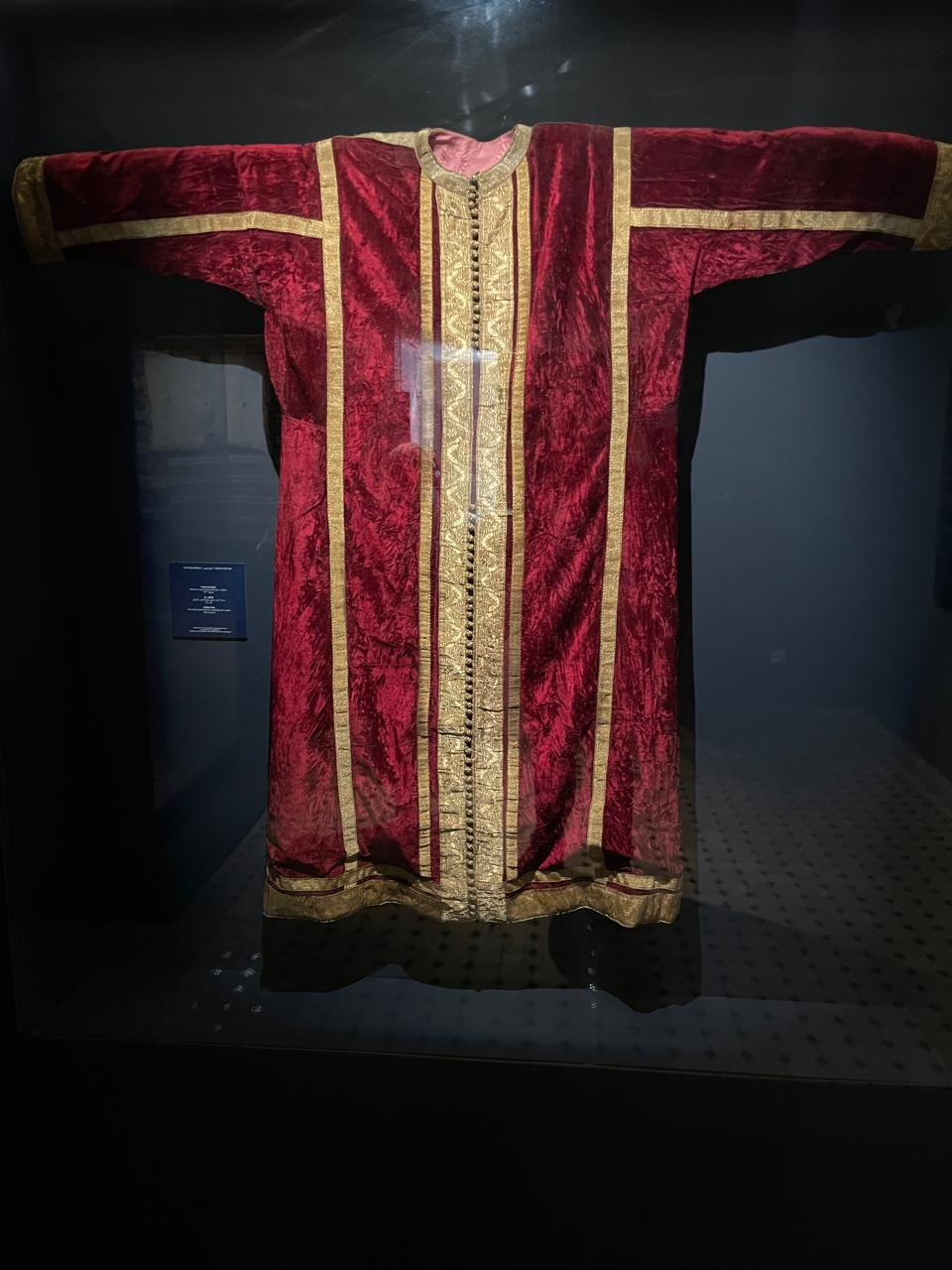
Caftan de Salé
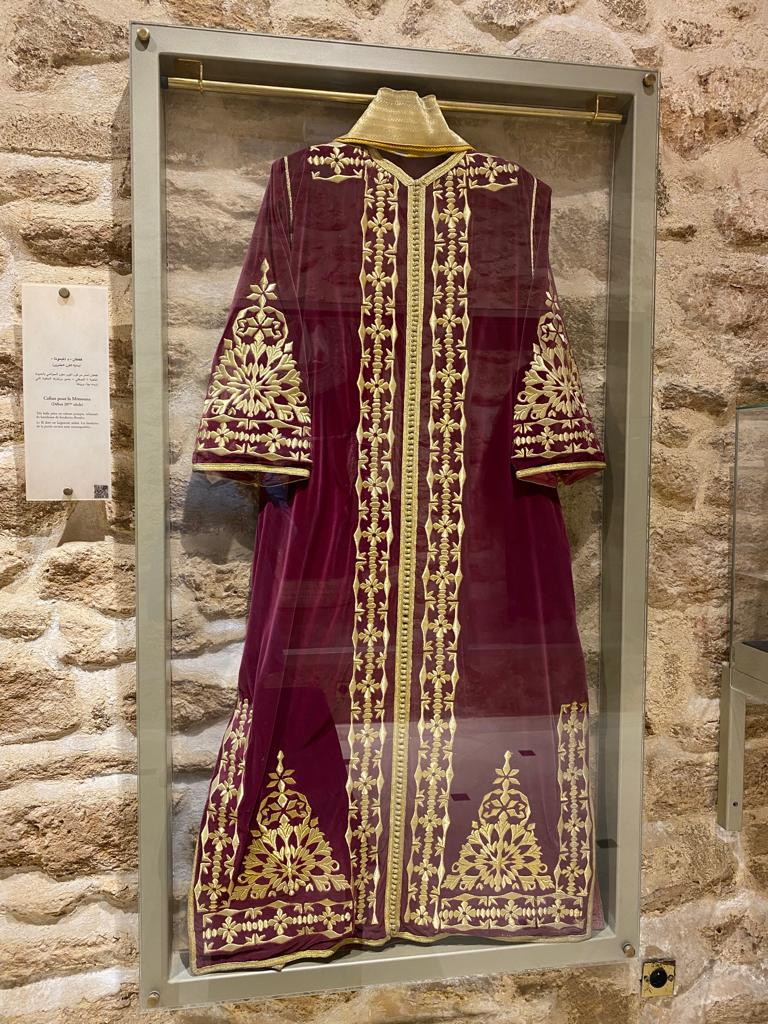
Caftan Ntaa de Fès[réf. nécessaire]
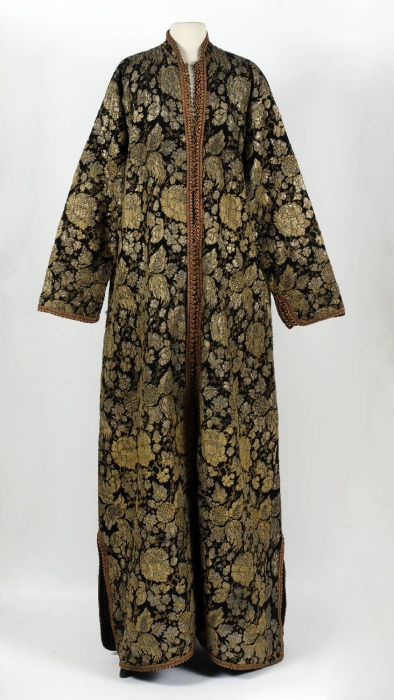
Caftan de Rabat en 1968
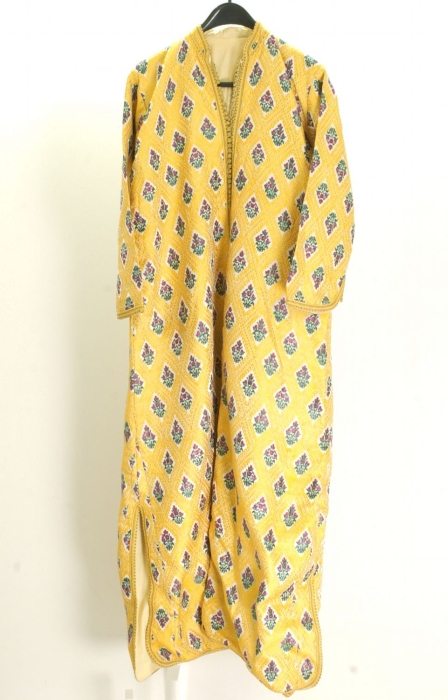
Le caftan marocain de Fès, appelé "Caftan Khrib"[réf. nécessaire], est fabriqué à partir du luxueux brocart de Fès.

À Tétouan, le caftan a de vastes dimensions et des manches larges. En velours, généralement violet ou rouge grenat, il est garni de galons et de soutaches d'or[réf. à confirmer]. Ce caftan peut se porter avec une petite ceinture, mdamma, pour laisser voir la décoration du haut du caftan. Mais traditionnellement il sera plutôt porté avec une ceinture haute de Fès, hzam squelli, lamé d'or qui ceint la taille et joue en quelque sorte le rôle d'un corset.

## Caftan marocain aujourd'hui
Selon Liberté, en Algérie, malgré le fait que le caftan marocain se vend cher, contrairement aux costumes traditionnels proposés sur commande, son succès peut s'expliquer par sa vente en prêt-à-porter, et son assimilation plus facile à un costume traditionnel local.
Selon El Hiwar, le caftan marocain est populaire en Algérie, en Europe, en Afrique et au Moyen-Orient.
En France, il est entré dans la catégorie de la Haute-Couture dite « marocaine ». Des défilés internationaux de créateurs y sont organisés, avec l'emergence de stylistes locaux, d'origine marocaine.
À titre d'exemple, il est aujourd'hui possible de voir des Parisiennes adopter le caftan comme robe de soirée.
Le succès est tel que la réputée fashion week 2020 à Paris vit plusieurs défilés de caftans marocain,avec la participation de célèbres designers et stylistes marocaines telles que Samira Haddouchi, Houda Serbouti et Fatima-Zahra El Filali Idrissi, sous le thème « Les merveilles de la route de la soie ».
Courant 2024, l'Algérie et le Maroc se disputent la paternité du caftan.